# Bony dels Estanyets de Colieto
El Bony dels Estanyets de Colieto és una petita muntanya que es troba en el terme municipal de la Vall de Boí, a la comarca de l'Alta Ribagorça, i dins del Parc Nacional d'Aigüestortes i Estany de Sant Maurici.

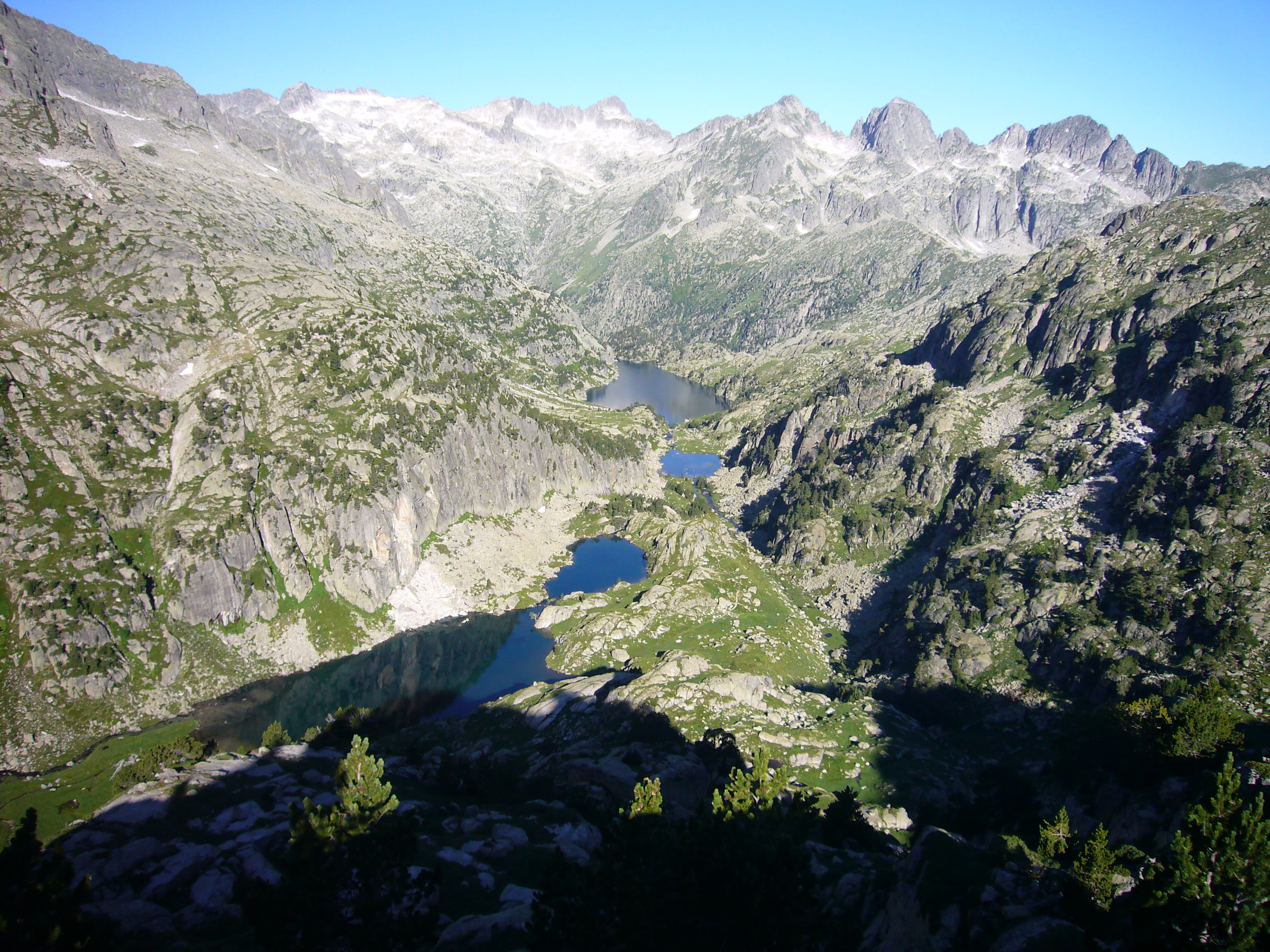
Estanys Gran de Colieto, de Colieto i Negre vistos des del Bony dels Estanys de Colieto.

El "bony", de 2.423,5 metres, s'alça al mig de la Vall de Colieto.

## Rutes[2]
La ruta surt des del Refugi Joan Ventosa i Calvell: abandonant el tàlveg de la vall al sud del Bony dels Estanyets de Colieto i seguint direcció est, per girar després cap al nord-est i, vorejar l'Estany Tort de Colieto per la riba oriental, per anar a buscar el petit cim.